# Mikhail Andreevich Velikanov
Mikhail Andreevich Velikanov (1789–1964) (tiếng Nga: Михаи́л Андрееви́ч Великанов) là nhà thủy văn học người Xô Viết. Ông đã có những đóng góp quan trọng về lĩnh vực thủy văn lục địa và địa mạo học.
Sau khi tốt nghiệp đại học vào năm 1903, ông làm kĩ sư công trình trên các sông Obi và Yenisei. Với kinh nghiệm thực tế của mình, ông công tác giảng dạy ở Đại học kỹ thuật Moskva từ năm 1922 đến 1929, và sau đó nghiên cứu tại Viện khí tượng Moskva (1930–1941) và Đại học Trung Á tại Tashkent (1942–1943).
Từ sau Thế chiến II ông về Moskva và giữ cương vị Giáo sư tại Đại học Moskva, nơi công công tác đến 1954.
Velikanov là thành viên danh dự của Viện hàn lâm khoa học Liên Xô từ năm 1939, nhận danh hiệu Nhà khoa học Danh dự của Nga.
Thời còn trẻ, ông nghiên cứu chu trình thủy văn và cân bằng nước trên lãnh thổ Liên Xô. Năm 1932, ông sáng lập Phòng thí nghiệm động lực sông trong Viện hàn lâm khoa học Liên Xô. Từ đó, ông nghiên cứu quá trình vận chuyển bùn cát trong sông ngòi, cơ chế của dòng chảy rối trong sông và địa mạo sông ngòi. Ngoài ra, ông còn tham gia triển khai nhiều dự án thủy lợi khác.